# Harutiun Howhannisjan
Harutiun Howhannisjan (ur. 24 grudnia 1988) – ormiański zapaśnik walczący w stylu klasycznym. Zajął ósme miejsce na mistrzostwach Europy w 2013. Trzeci w Pucharze Świata w 2013. Dwunasty na Uniwersjadzie w 2013, jako zawodnik Armenian State Institute of Physical Culture w Erywaniu roku.